# Las Vegas Strip Circuit
Las Vegas Strip Circuit je městský závodní okruh ve státě Nevada v USA. Prochází městem, částí Stripu a přes Las Vegas Boulevard. Město umožnilo pořadatelům Formule 1 v ulicích závodit po dobu 10 let.

## Popis
Stavba okruhu začala v březnu 2022, k jeho otevření došlo 16. listopadu 2023, kdy se zároveň jela první Grand Prix Las Vegas. Okruh navrhl Carsten Tilke, syn Hermanna Tilkeho.
Okruh byl navržen tak, aby zahrnoval část ulice Las Vegas Boulevard, známou především svou částí, na které se nachází Las Vegas Strip. Monoposty míjí řadu místních známých míst, například Sphere, Caesars Palace, rezort Bellagio nebo hotel Paris Las Vegas.
Původně měl mít okruh 14 zatáček, poté ale došlo k přidání jedné šikany, celkem je tak na okruhu 17 zatáček. Okruh je dlouhý 6,201 km a široký 12 až 15 metrů, jezdí se proti směru hodinových ručiček a na trati jsou 2 DRS zóny. Součástí okruhu jsou tři rovinky, ta cílová je dlouhá 1,9 km. Start je na bývalém parkovišti, které Formule 1 koupila za 240 milionů dolarů a kde postavila paddock s boxy. Tato část je trvalou součástí okruhu.
Největší závodní rychlost byla na okruhu zaznamenána v roce 2024, a to 356,4 km/h.

## Formule 1
| No. | Rok  | Jezdec         | Konstruktér | Motor      | Pneu | Čas           | Délka kola | Počet kol | Datum        |
| --- | ---- | -------------- | ----------- | ---------- | ---- | ------------- | ---------- | --------- | ------------ |
| 1   | 2023 | Max Verstappen | Red Bull    | Honda RBPT | P    | 1:29:08,289 h | 6,201 km   | 50        | 18. listopad |
| 2   | 2024 | George Russell | Mercedes    | Mercedes   | P    | 1:22:05,969 h | 6,201 km   | 50        | 24. listopad |